# Ronald Fraser
Ronald Fraser (Lancashire, 11 aprile 1930 – Londra, 13 marzo 1997) è stato un attore britannico.

## Biografia
Attore caratterista, ha interpretato spesso il classico soldato inglese con la divisa color kaki in vari film ambientati nel deserto.

## Filmografia parziale
- A me piace la galera (There Was a Crooked Man), regia di Stuart Burge (1960)
- I nomadi (The Sudowners), regia di Fred Zinnemann (1960)
- La pattuglia dei 7 (The Long and the Short and the Tall), regia di Leslie Norman (1961)
- Entrate senza bussare (Don't Bother to Knock), regia di Cyril Frankel (1961)
- I due nemici (The Best of Enemies), regia di Guy Hamilton (1961)
- La furia degli implacabili (The Hellions), regia di Irving Allen e Ken Annakin (1961)
- I figli del capitano Grant (In Search of the Castaways), regia di Robert Stevenson (1962)
- International Hotel (The V.I.P.s.), regia di Anthony Asquith (1963)
- Giungla di bellezze (The Beauty Jungle), regia di Val Guest (1964)
- Un priore per Scotland Yard (Crooks in Cloisters), regia di Jeremy Summers (1964)
- Il volo della fenice (The Flight of the Phoenix), regia di Robert Aldrich (1965)
- Fathom: bella, intrepida e spia (Fathom), regia di Leslie H. Martinson (1967)
- L'assassinio di Sister George (The Killing of Sister George), regia di Robert Aldrich (1968)
- La forca può attendere (Sinful Davey), regia di John Huston (1969)
- Mutazioni (The Bed Sitting Room), regia di Richard Lester (1969)
- Non è più tempo d'eroi (Too Late the Hero), regia di Robert Aldrich (1970)
- Ma il tuo funziona... o no? (Percy's Progress), regia di Ralph Thomas (1974)
- Buona fortuna maggiore Bradbury (Paper Tiger), regia di Ken Annakin (1975)
- Hardcore, regia di James Kenelm Clarke (1977)
- I 4 dell'Oca selvaggia (The Wild Geese), regia di Andrew V. McLaglen (1978)
- Sulle orme della Pantera Rosa (Trail of the Pink Panther), regia di Blake Edwards (1982)
- Absolute Beginners, regia di Julien Temple (1986)
- Scandal - Il caso Profumo (Scandal), regia di Michael Caton-Jones (1989)

## Doppiatori italiani
- Gianrico Tedeschi in I due nemici
- Sergio Tedesco in Il volo della fenice